# Реј Ален
Реј Ален (енгл. Ray Allen; Мерсед, Калифорнија, 20. јул 1975) бивши је амерички кошаркаш. Играо је на позицији бека шутера, а каријеру је окончао у дресу Мајами Хита. У својој NBA каријери играо је још за Милвоки баксе, Сијетл Суперсониксе и Бостон Селтиксе. Сматра се једним од најбољих шутера у историји NBA лиге. Десет пута је био NBA Ол-Стар и освајач је златне медаље на Олимпијским играма у Сиднеју 2000. године. Ален је имао кратку глумачку каријеру. Заједно је са Дензелом Вошингтоном глумио у филму Добио је игру из 1998. године. Тумачио је талентованог кошаркаша Џизуса Шатлсворта.

## Колеџ
Ален је од 1993. до 1996. похађао универзитет Конектикат. На последњој години универзитета, Ален је изабран у Ол-Американ први тим и освојио је награду за играча године у Биг Ист конференцији. Ален је универзитет завршио са 1,992 поена као трећи најбољи стрелац Хаскиса свих времена. 2001. изабран је почасним капитеном од 25 чланова "Конектикат екипе века“. 5. фебруара 2007, Аленов дрес и број пензионисани су на плафону Конектикатове дворене Гампел Павилион, током полувремена кошаркашке утакмице против универзитета Сиракјуза.

## NBA каријера

### Милвоки Бакси
Ален је изабран као пети избор NBA драфта 1996. од стране Минесота Тимбервулвса. Недуго након драфта, Ален је заједно са Ендруом Лангом замењен у Милвоки баксе, за права на четврти избор драфта Стефона Марберија. На крају сезоне изабран је у Ол-NBA Руки другу петорку. Најуспешнији период у Баксима имао је током сезоне 2000/01. Тада је на Ол-Стар викенду учествовао и победио у такмичењу у тројкама, изборио Ол-NBA трећу петорку и био члан "Велике тројке" Бакса, заједно са Семом Каселом и Гленом Робинсоном. Те сезоне су Бакси стигли до финала Источне конференције, где су у седам утакмица поражени од Филаделфија Севентисиксерса.

### Сијетл Суперсоникси
Ален је у Баксима остао до средине сезоне 2002/03, када је заједно са Роналдом Марејом, Кевином Олијем и будућим избором првог круга драфта, замењен у Сијетл Суперсониксе за Герија Пејтона и Дезмонда Мејсона. Након ситних повреда током сезоне 2003/04, Ален је заједно са саиграчем Рашардом Луисом изабран у Ол-NBA другу петорку и предводио је Сониксе до полуфинала Западне конференције. Након сезоне 2004/05, Ален је потписао петогодишњи уговор вредан 80.000.000 $. Током регуларног дела сезоне 2006/07, Ален је у просеку постизао највиших (у каријери) 26,4 поена, уз 4,5 скокова и 4,1 асистенцију по утакмици. Ален је током боравка у Сијетлу освојио много личних признања. 12. марта 2006. постао је 97 играч који је пробио границу од 15.000 поена у NBA каријери. 17. априла 2008. стигао је на друго место, иза Реџија Милера на NBA лествици свих времена по броју постигнутих тројки. 12. јануара 2007, Ален је постигао рекорд каријере од 54 поена за победу Соникса у продужетку над Јута Џезом 122:114. То је уједно други највећи број поена неког играча Соникса у историји тог клуба. Недуго затим се повредио и пропустио остатак сезоне 2006/07. Након што се опоравио од повреде, Соникси су одлучили кренути у стварање нове екипе, а у то се нису уклапали планови останка Реја Алена и Рашарда Луиса који је тражио максималан уговор.

### Бостон Селтикси
Ален је у размени играча заједно са избором 2. круга драфта (Глен Дејвис) замењен у Бостон Селтиксе, док су у Сијетл Суперсониксе стигли избор 1. круга драфта (Џеф Грин), Делонте Вест и Воли Сзербијак. У новембру 2007, Ален је у продужетку против Торонто Репторса постигао одлучујућу тројку за побједу Селтикса 98:95. У тој утакмици постигао је 33 поена, и прешао границу од 17.000 поена у каријери. 13. фебруара 2008, Ален је учествовао на NBA Ол-Стар утакмици у екипи Источне конференције као замена за повређеног Керона Батлера. У тој утакмици Ален је постигао 28 поена и заједно са Леброном Џејмсом (27 кошева, девет асистенција и осам скокова) предводио тим Истока до победе 134:128. Ален је у последња три минута и 15 секунди погодио три узастопне тројке, док је Џејмс освојио награду за најкориснијег играча утакмице.
28. март 2008, Ален је проглашен као трећи од 20 највећих играча франшизе Милвоки бакса током 40. годишњице постојања клуба, али није могао присуствовати свечаности због утакмице Селтикса против Њу Орлеанс Хорнетса.
17. јуна 2008, Ален је у последњој шестој утакмици NBA финала против Лос Анђелес Лејкерса, са седам тројки изједначио рекорд по броју погођених тројки у NBA финалу. Уз то је са 22 тројке срушио рекорд Дена Мајерлеа и Дерека Харпера, који су у финалним серијама погодили 17 тројки. 5. фебруара 2009, Ален је поново изабран на NBA Ол-Стар утакмицу као замена за повређеног Џамир Нелсона. То је био Аленов девети наступ на Ол-Стар утакмици и други наступ заједно са саиграчима Кевином Гарнетом и Полом Пирсом.
У првој утакмици првог круга доигравања против Чикаго Булса, Ален је био индиспониран. Утакмицу је завршио са шутем 1 од 11 из игре, а Селтикси су изгубили са два поена разлике. У другој утакмици, Ален је одиграо сјајно. Погодио је две секунде пре краја трицу за победу и изједначење серије, а укупно постигао 30 поена (тројке 6/10). Бостон је на крају у седмој утакмици успео избацити Булсе из доигравања, међутим Селтикси су касније испали у другом кругу од Орландо Меџика. 10. децембра 2009. Ален је, постигавши 18 поена, прешао бројку од 20.000 поена у каријери. 6. јуна 2010, у другој утакмици NBA финала, Ален је постигао 32 поена, од тога чак 8 тројки. Тиме је срушио рекорд Мајкла Џордана по броју постигнутих тројки у једном полувремену утакмице, те рекорд по броју постигнутих тројки у једној утакмици NBA финала. Међутим, само 48 сати касније, Ален је из игре шутирао врло лоших 0/13 чиме је остварио други најлошији шутерски учинак у историји NBA финала и тиме допринео поразу своје екипе резултатом 91:84.
Након што је постао слободан агент Ален је 1. јула 2010. потписао нови двогодишњи уговор са Селтиксима у вредности од 20.000.000 $.
На утакмици против Лејкерса, одиграној 10. фебруара 2011, Ален је постао играч са највише постигнутих тројки у историји NBA лиге, престигавши Реџија Милера. На тој утакмици постигао је 20 поена, али су Селтикси изгубили тај меч резултатом 92:86. У сезони 2010/11. Ален је позван на свој десети Ол-стар меч, заједно са својим саиграчима Ражоном Рондом, Кевином Гарнетом и Полом Пирсом. Такође је учествовао на такмичењу у брзом шутирању тројки, али је изгубио од Џејмса Џонса из Мајамија. На крају сезоне 2011/12. постао је неограничено слободан агент.

### Мајами Хит
2012. године Ален је одбио двогодишњи уговор Селтикса од 12.000.000 $ и прихватио трогодишњи уговор са Мајами Хитом, у износу од нешто више од 3.000.000 $ по сезони.
У дресу Мајамија, Ален је освојио свој други шампионски прстен, у сезони 2012-2013. У 6. утакмици Великог финала, против Сан Антонио Спарса, Реј Ален је убацио тројку на пет секунди до краја. Једна од најважнијих тројки у његовој каријери спријечила је Спарсе да дођу до побједе, а Мајами је већ у наредној, седмој утакмици освојио титулу.
2014. године Реј Ален одлази из Мајамија и престаје са игром. Иако није потврдио одлазак у пензију, мало је вјероватно да ће поново заиграти. Упркос томе, Ален још увијек има понуду Мајамија, као и још неких тимова из лиге.

## Успеси

### Клупски
- Бостон селтикси:
  - НБА (1): 2007/08.
- Мајами хит:
  - НБА (1): 2012/13.

### Репрезентативни
- Олимпијске игре:  2000.
- Америчко првенство:  2003.
- Универзијада:  1995.

### Појединачни
- НБА Ол-стар меч (10): 2000, 2001, 2002, 2004, 2005, 2006, 2007, 2008, 2009, 2011.
- Идеални тим НБА — друга постава (1): 2004/05.
- Идеални тим НБА — трећа постава (1): 2000/01.
- Победник НБА такмичења у брзом шутирању тројки (1): 2001.
- Идеални тим новајлија НБА — друга постава: 1996/97.
- НБА спортска личност године (1): 2002/03.